# グランプリ・シクリスト・ド・ケベック2013
グランプリ・シクリスト・ド・ケベック2013（Grand Prix Cycliste de Québec 2013）は、グランプリ・シクリスト・ド・ケベックの4回目のレース。2013年9月13日に行われた。

## 参加チーム
UCIプロチーム
| チーム名                         | 国籍           | コード |
| -------------------------------- | -------------- | ------ |
| AG2R・ラ・モンディアル           | フランス       | ALM    |
| アルゴス・シマノ                 | オランダ       | ARG    |
| アスタナ                         | カザフスタン   | AST    |
| ベルキン                         | オランダ       | BEL    |
| BMC・レーシングチーム            | アメリカ合衆国 | BMC    |
| キャノンデール                   | イタリア       | CAN    |
| エウスカルテル・エウスカディ     | スペイン       | EUS    |
| FDJ.fr                           | フランス       | FDJ    |
| ガーミン・シャープ               | アメリカ合衆国 | GRS    |
| カチューシャ                     | ロシア         | KAT    |
| ランプレ・メリダ                 | イタリア       | LAM    |
| ロット・ベリソル                 | ベルギー       | LTB    |
| モビスター・チーム               | スペイン       | MOV    |
| オリカ・グリーンエッジ           | オーストラリア | OGE    |
| オメガファーマ・クイックステップ | ベルギー       | OPQ    |
| レディオシャック・レオパード     | ルクセンブルク | RLT    |
| チーム・サクソ - ティンコフ      | デンマーク     | TST    |
| チームスカイ                     | イギリス       | SKY    |
| ヴァカンソレイユ・DCM            | オランダ       | VCD    |

招待チーム
- ヨーロッパカー　（ フランス、EUC）
- カナダナショナルチーム　（ カナダ、CAN）

## 成績
- 12.6㎞ Ｘ 16周

| 順位 | 選手名                       | 国籍       | チーム                           | 時間          |
| ---- | ---------------------------- | ---------- | -------------------------------- | ------------- |
| 1    | ロベルト・ヘーシンク         | オランダ   | ベルキン                         | 4時間58分13秒 |
| 2    | アルテュル・ヴィショ         | フランス   | FDJ.fr                           | 同            |
| 3    | フレフ・ファンアヴェルマート | ベルギー   | BMC・レーシングチーム            | 同            |
| 4    | ファビアン・ヴェークマン     | ドイツ     | ガーミン・シャープ               | 同            |
| 5    | ルイ・コスタ                 | ポルトガル | モビスター・チーム               | 同            |
| 6    | ニキ・テルプストラ           | オランダ   | オメガファーマ・クイックステップ | 同            |
| 7    | トム＝イェルト・スラフテル   | オランダ   | ベルキン                         | 同            |
| 8    | マティ・ブレシェル           | デンマーク | チーム・サクソ - ティンコフ      | 同            |
| 9    | ジーモン・ゲシュケ           | ドイツ     | アルゴス・シマノ                 | 同            |
| 10   | ペーター・サガン             | スロバキア | キャノンデール                   | 同            |